# マリア・ヤコビニ
マリア・ヤコビニ（Maria Jacobini、1892年2月17日 - 1944年11月20日）は、イタリアの女優。

## 出演作品
- 生ける屍（リーザ・プロタソワ）
- ヴェニスの謝肉祭
- アルゼリアの女
- 紅百合白百合
- 過去よりの呼声
- 海に憧れて
- 硝子の家
- 愛を求めて
- 半生の紅涙
- さらば青春
- 復活
- 真紅の恋